# West-Saksisch voetbalkampioenschap 1923/24
In 1923/24 werd het twaalfde voetbalkampioenschap van West-Saksen gespeeld, dat georganiseerd werd door de Midden-Duitse voetbalbond. Na vier jaar Kreisliga, waarin ook clubs uit Vogtland en Göltzschtal speelden, werd de competitie van voor 1919 in ere hersteld onder de nieuwe naam Gauliga Westsachsen. 
Zwickauer SC werd kampioen en plaatste zich voor de Midden-Duitse eindronde. De club versloeg VfL 1907 Schneeberg en verloor dan van SpVgg 1899 Leipzig-Lindenau.

## Gauliga
| Plaats | Club                    | Wed. | W  | G | V  | Saldo | Ptn.  |
| ------ | ----------------------- | ---- | -- | - | -- | ----- | ----- |
| 1.     | Zwickauer SC 05         | 14   | 12 | 0 | 2  | 53:26 | 24:8  |
| 2.     | VfB 1907 Glauchau       | 14   | 8  | 3 | 3  | 40:23 | 19:9  |
| 3.     | Planitzer SC 1912       | 14   | 7  | 2 | 5  | 32:24 | 16:12 |
| 4.     | FC 1902 Schedewitz      | 14   | 7  | 0 | 7  | 26:26 | 14:14 |
| 5.     | SVgg Meerane 07         | 14   | 6  | 1 | 7  | 34:37 | 13:15 |
| 6.     | VfL 1905 Zwickau        | 14   | 5  | 1 | 8  | 34:36 | 11:17 |
| 7.     | SpVgg 1906 Crimmitschau | 14   | 4  | 2 | 8  | 15:30 | 10:18 |
| 8.     | TuB 1900 Werdau         | 14   | 2  | 1 | 11 | 19:51 | 5:23  |

|  | Kampioen, geplaatst voor Midden-Duitse eindronde |